# Rita Ridley
Rita Ridley (geb. Lincoln, später Cleaver; * 4. November 1946; † 12. Februar 2013) war eine britische Mittel- und Langstreckenläuferin. 

## Leben
Ihr größter Erfolg auf der Bahn war der Gewinn der Goldmedaille im 1500-Meter-Lauf der British Commonwealth Games 1970, bei denen sie für England startete. Bei den Leichtathletik-Europameisterschaften wurde sie über dieselbe Distanz 1969 in Athen Siebte und 1971 in Athen Vierte. Bei den offenen Englischen Meisterschaften siegte sie 1966 und 1967 im Meilenlauf und 1968, 1970 und 1971 über 1500 m.
Im Crosslauf wurde sie fünfmal englische Meisterin (1969–1972, 1974). Beim Cross der Nationen gewann sie 1967 Silber, wurde 1971 Zehnte und gewann 1972 Bronze und gewann jedes Mal zusammen mit dem englischen Team Gold. Ebenfalls Mannschaftsgold gab es für sie bei den ersten beiden Crosslauf-Weltmeisterschaften, wobei sie 1973 in Waregem Vierte wurde und 1974 in Monza erneut Bronze in der Einzelwertung gewann.

## Persönliche Bestzeiten
- 1500 m: 4:12,65 min, 15. August 1971, Helsinki
- 1 Meile: 4:37,4 min, 3. Juli 1971, Edinburgh
- 3000 m: 9:13,6 min, 19. Mai 1973, Formia